# Dozvoljeno ograničeno izlaganje
Dozvoljeno ograničeno izlaganje (engl. permissible exposure limit, PEL ili OSHA PEL) je zakonska granica u Sjedinjenim Državama za izlaganje zaposlenog hemijskoj supstanci ili fizičkom agensu kao što je buka visokog nivoa. Dozvoljene granice izlaganja utvrđuje Uprava za bezbednost i zdravlje na radu (OSHA). Većina OSHA PEL-a je izdata ubrzo nakon usvajanja Zakona o bezbednosti i zdravlju na radu (OSH) 1970. godine.
Hemijska regulacija se ponekad izražava u delovima na milion (ppm), ali često u miligramima po kubnom metru (mg/m3). Jedinice mere za fizičke agense kao što je buka su specifične za dati agens.
PEL se obično daje kao vremenski ponderisani prosek (TVA), iako su neke granice kratkoročne izloženosti (STEL) ili gornje granice. TWA je prosečna izloženost tokom određenog perioda, obično nominalnih osam sati. To znači da, u ograničenim periodima, radnik može biti izložen oscilacijama koncentracije većim od PEL, sve dok TVA nije prekoračen i nijedna primenljiva granica varijacije nije prekoračena. Ograničenje varijacije obično znači da „...nivoi izloženosti radnika mogu premašiti 3 puta PEL-TVA za najviše 30 minuta tokom radnog dana, i ni pod kojim okolnostima ne bi trebalo da ih prelaze 5 puta PEL-TVA, pod uslovom da PEL-TVA nije prekoračen." Ograničenja varijacija se primenjuju u nekim državama (na primer Oregon) i na saveznom nivou za određene zagađivače kao što je azbest.

## Spoljašnje veze
- Permissible Exposure Limits – Annotated Tables (Permissible Exposure Limits – Annotated Tables)
- 1988 OSHA PEL Project Documentation: List by Chemical Name Available from NIOSH
- ACGIH website ACGIH website
- Workplace Environmental Exposure Limits (WEEL™) Values available on-line through The Occupational Alliance for Risk Science - Workplace Environmental Exposure Levels (WEEL)™